# Epidendrum kerryae
Epidendrum kerryae är en orkidéart som beskrevs av Eric Hágsater och Luis M. Sánchez. Epidendrum kerryae ingår i släktet Epidendrum och familjen orkidéer.
Artens utbredningsområde är Colombia. Inga underarter finns listade i Catalogue of Life.